# لبلبه
نینوچکا مانوک گوپلیان انگلیسی: Ninochka Manoug Kupelian با نام هنری لبلبه (انگلیسی: Lebleba؛ زادهٔ ۱۴ نوامبر ۱۹۴۵) بازیگر ارمنی‌تبار اهل مصر است. وی از سال ۱۹۵۰ میلادی تاکنون مشغول فعالیت بوده‌است.

## گزیده فیلمشناسی
از فیلم‌ها یا برنامه‌های تلویزیونی که وی در آن نقش داشته‌است می‌توان اسکندریه… نیویورک (۲۰۰۴) حسن و مرقص (۲۰۰۸) دیگری (۱۹۹۹) و فیل آبی (۲۰۱۴) اشاره کرد.